# Westernport (Maryland)
Westernport est une ville américaine située dans le comté d'Allegany dans l'État du Maryland. En 2010, sa population était de 1 888 habitants.

## Source de la traduction
- (en) Cet article est partiellement ou en totalité issu de l’article de Wikipédia en anglais intitulé « Westernport, Maryland » (voir la liste des auteurs).